# Schöber Emil
Schöber Emil, névváltozata: Schőber (Kapnikbánya, 1860. március 3. – Debrecen, 1937. szeptember 18.) bölcseleti doktor, főgimnáziumi tanár, erdélyi magyar természettudományi szakíró.

## Életútja, munkássága
Schöber Ignác királyi bányatanácsos fia. Selmecbányán 1879-ben tett érettségi vizsgálatot, a kolozsvári egyetemen 1883-ban szerzett természetrajz–földrajz szakos tanári, majd 1885-ben bölcsészdoktori oklevelet. 1886-tól Szatmárnémetiben tanított a Római Katolikus Főgimnáziumban, a világháború éveiben a tanítóképzőben, 1919-től a Református Főgimnáziumban is. 1936-tól Debrecenben élt.
A szatmárnémeti Kölcsey Kör múzeumi szakosztályában rendszeres tudománynépszerűsítő előadásokat tartott, jól használható tankönyvet írt. Szaktanulmányait (A szájtátóhalak /Cyaloatoni/ és a halak /Pisces/ általános jellemzése) a katolikus gimnázium évkönyvei közölték. Az 1920-as években a Cimbora gyermeklapnak is munkatársa volt. Sokoldalúságát jellemzi, hogy Szatmárnémeti tégla- és cserépgyára az általa kidolgozott műszaki eljárás alapján termelt. Ezenkívül hetente két délután egy helyi fazekasmester (Sztankai Ignác) műhelyében a szatmári táj népművészeti elemeit őrző, maga tervezte és korongolta kerámiát, művészi intarziás dobozokat készített.

## Kötetei
- Ásványhatározó (Szatmárnémeti, 1896)
- Ásványtani gyakorlatok középiskolák és tanítóképző intézetek használatára (Szatmárnémeti, 1896)
- Növénytan (Szatmárnémeti, 1901)
- A talajjavításról (Szatmárnémeti, é. n.)